# Maler Kotla (furstendöme)

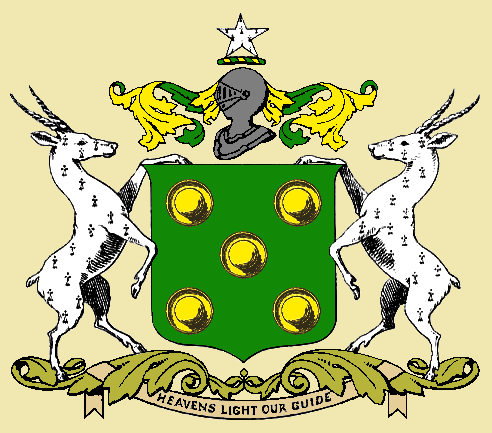
Vapen

Maler Kotla, vasallstat i Punjab, Indien, en av Cis-Sutlejstaterna, 432 km² 77 506 invånare (1901). Huvudstadens namn var tillika Maler Kotla. Staden, som ligger några mil söder om Ludhiana, har idag muslimsk befolkningsmajoritet.